# 自然-生物技术
《自然－生物技術》（Nature Biotechnology）又譯作《自然生物科技》是《自然》雜誌的生物科技分冊，目前只作網上電子出版。是生物科技方面的權威期刊。

## 文摘和索引
該期刊被下列資料庫所索引：
- BIOBASE
- BIOSIS
- Chemical Abstracts Service
- CSA Illumina
- CAB Abstracts
- EMBASE
- Scopus
- Current Contents
- Science Citation Index
- Medline (PubMed)

## 外部連結
- 《自然-生物技术》網址 （页面存档备份，存于）